# Tortonesia esilis
Tortonesia esilis è un pesce osseo estinto.

## Descrizione
Tortonesia esilis è un pesce fossile della fauna eocenica di Bolca. Dal corpo oblungo, presenta una testa piccola con una lunghezza contenuta tre volte nella lunghezza totale del corpo e una cresta sagittale bassa. È dotata di una bocca piccola protrattile con robuste mascelle, di un'apofisi ascendente del premascellare ben sviluppata. Denti piccoli caniniformi ricurvi sul premascellare e dentale. Presenta placche faringee con denti caniniformi e granulari, con placca faringea ventrale in un unico pezzo osseo di forma triangolare, col margine posteriore del preopercolo liscio. La sua spina dorsale è composta di ventiquattro vertebre, di cui dieci addominali e quattordici caudali, più lunghe che alte; si possono inoltre notare apofisi neurali ed emali esili, presenta delle parapofisi, sulle quali sono articolate costole esili. Si possono notare sette raggio branchiostegi. La pinna dorsale continua preceduta da tre ossicini inermi e con cinque raggi spiniformi. Dispone della pinna pelvica toracica, e di una pinna anale con due raggi spiniformi. La pinna caudale è grande e con profilo esterno posteriore a forma di S molto singolare, con quindici raggi di cui tredici divisi. La pinna pettorale si presenta ben sviluppata ed estesa con tredici raggi molli. Si possono notare scaglie ctenoidi e cicloidi, mentre la linea laterale è continua e ascendente nella sua parte centrale.

## Storia
Nel 1983 Lorenzo Sorbini propone, con riserva, che questo pesce fossile possa rientrare nella famiglia Labridae. Nel 1989, nella tesi di laurea dal titolo: " Studio paleontologico di una specie di pesci dell'Eocene di Bolca", si dimostra che Tortonesia esilis non si può attribuire alla famiglia Labridae. Per questo fossile l'autrice ipotizza una nuova famiglia, Tortonesidae. Per i particolari caratteri morfologici presentati da questo fossile, nel 1990 è stata istituita da L.Sorbini, E.Boscaini, A.Bannikov, la nuova famiglia: Tortonesidae, in cui Tortonesia esilis compare come un nuovo genere e una nuova specie.